# Iosif Armaș
Iosif Armaș (n. 12 mai 1965) este un politician român care a ocupat funcția de deputat  în legislatura 2000-2004, ales în județul Caraș-Severin pe listele partidului PSD. Iosif Armaș a fost membru grupurile parlamentare de prietenie cu Regatul Suediei și Republica Cuba.
A fost președinte al Federației Române de Box.

## Controverse
Pe 27 mai 2016 Înalta Curte de Casație și Justiție l-a condamnat definitiv pe Iosif Armaș la un 1 și 4 luni închisoare cu suspendare pentru dare de mită.
Pe 7 aprilie 2016 Iosif Armaș a fost reținut de procurorii DIICOT Caraș Severin într-un dosar privind devalizarea stațiunii Băile Herculane. Ulterior acesta a stat 3 luni arestat preventiv.
Pe 1 iunie 2022 Iosif Armaș a fost trimis în judecată de procurorii DIICOT în acest dosar. În acest dosar a mai fost trimis în judecată și fostul deputat Ion Tabugan precum și un avocat și un executor judecătoresc.